# Hydaspes
Hydaspes (grek. Ύδασπης) var en flodgud i grekisk mytologi. Han var son till antingen Okeanos och Tethys eller Thaumas och Elektra.
Han var gift med nymfen Astris (även kallad Asterie) och han var far till deras barn Deraides och hydaspiderna.